# Entresierras
Entresierras es una subcomarca de la comarca de Guijuelo, en la provincia de Salamanca, comunidad autónoma de Castilla y León, España. Sus límites no se corresponden con una división administrativa, sino con una demarcación histórico-tradicional y geográfica.

## Geografía
Entresierras está situada en el sector sureste de la provincia de Salamanca, dentro de la comarca de Guijuelo. Ocupa 234,18 km², un territorio que marca la transición entre la serranía y la penillanura salmantina. Como su propio nombre indica, se encuentra entre sierras, concretamente entre la Sierra de Francia y la Sierra de Béjar. Su hidrografía pertenece a la cuenca hidrográfica del Tajo, una característica común con las sierras frente al resto de la provincia pues la mayoría de las comarcas salmantinas se engloban dentro de la cuenca hidrográfica del Duero.
Toda la geografía se articula alrededor del río Alagón y es por eso por lo que también se conoce como comarca del Alto Alagón. Su parte sur conforma la subcomarca de Las Bardas, que la integran todos los municipios entreserranos a excepción de Frades y Membribe.

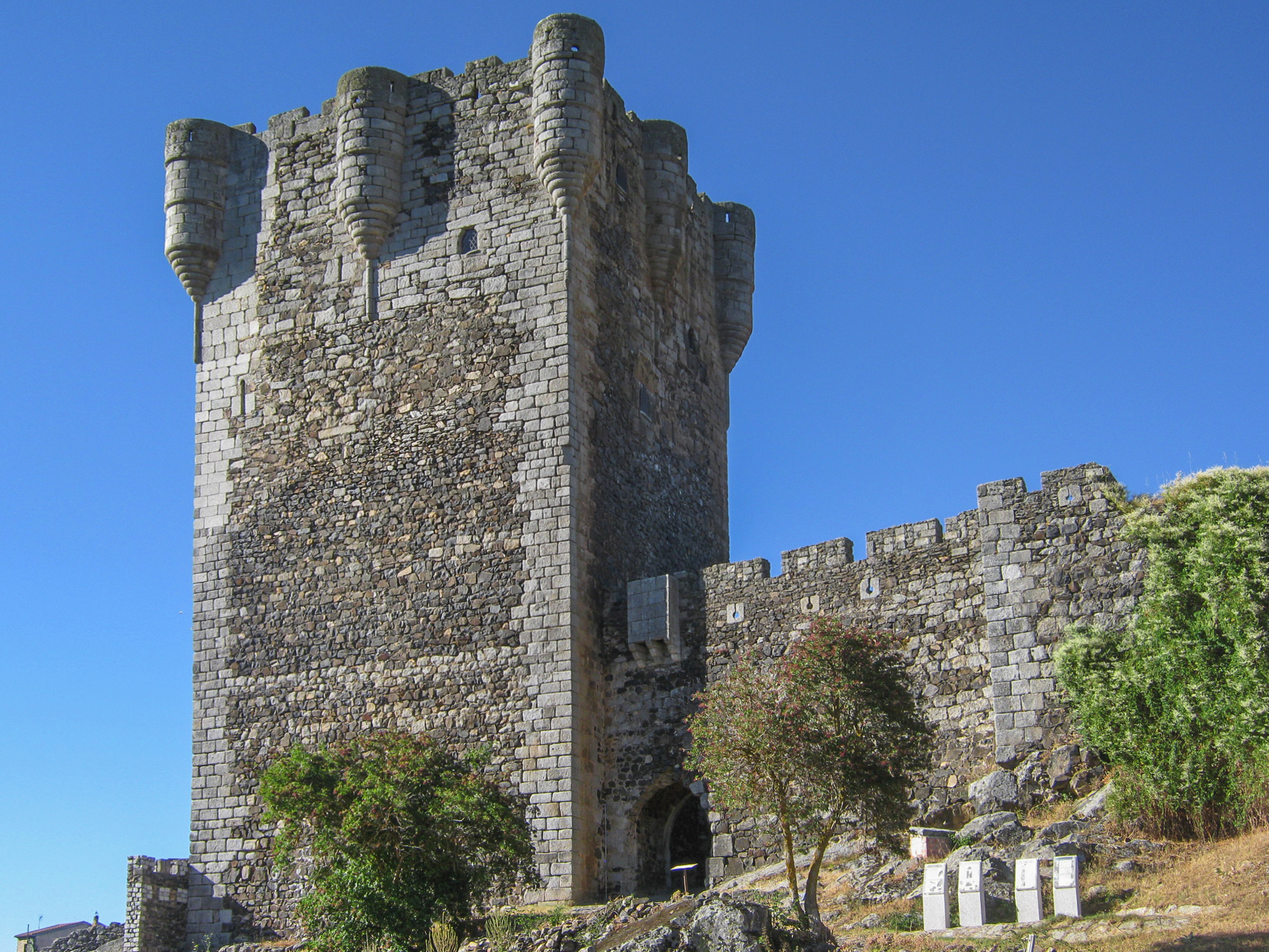
El castillo de Monleón

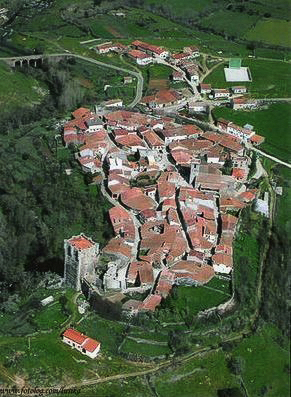
Vista aérea de Monleón

### Demarcación
Comprende 8 municipios: Casafranca, Endrinal, Frades de la Sierra, Herguijuela, La Sierpe, Los Santos, Membribe de la Sierra y Monleón.
Navarredonda de Salvatierra es hoy en día una pedanía de Frades de la Sierra pero pertenece a la comarca de Salvatierra. En el caso contrario está Casafranca, que aunque siempre ha estado integrada en Salvatierra hoy se autoconsidera parte de Entresierras.
Limita con el Campo de Salamanca al norte, con Salvatierra al este, con la Sierra de Béjar al sur y con la Sierra de Francia al oeste.
| Noroeste: Campo de Salamanca | Norte: Campo de Salamanca | Nordeste: Campo de Salamanca |
| Oeste: Sierra de Francia     |                           | Este: Salvatierra            |
| Suroeste: Sierra de Francia  | Sur: Sierra de Béjar      | Sureste: Sierra de Béjar     |

## Demografía
| Gráfica de evolución demográfica de Entresierras entre 1900 y 2021                                                                                            |
| |
| Población de derecho (1900-1991) o población residente (2001, 2010) según los censos de población del INE Población según el padrón municipal de 2021 del INE |

La comarca de Entresierras al igual que la mayoría de las comarcas salmantinas, sufre un gran declive demográfico. En esta comarca hasta los años 50 casi todos sus municipios tenían entre 300 y 700 habitantes siendo en su mayoría municipios pequeños excepto Los Santos. Pero desde el éxodo de los años 60 prácticamente todos sus municipios tienen menos de 250 habitantes y además tienen una tendencia negativa.

## Historia

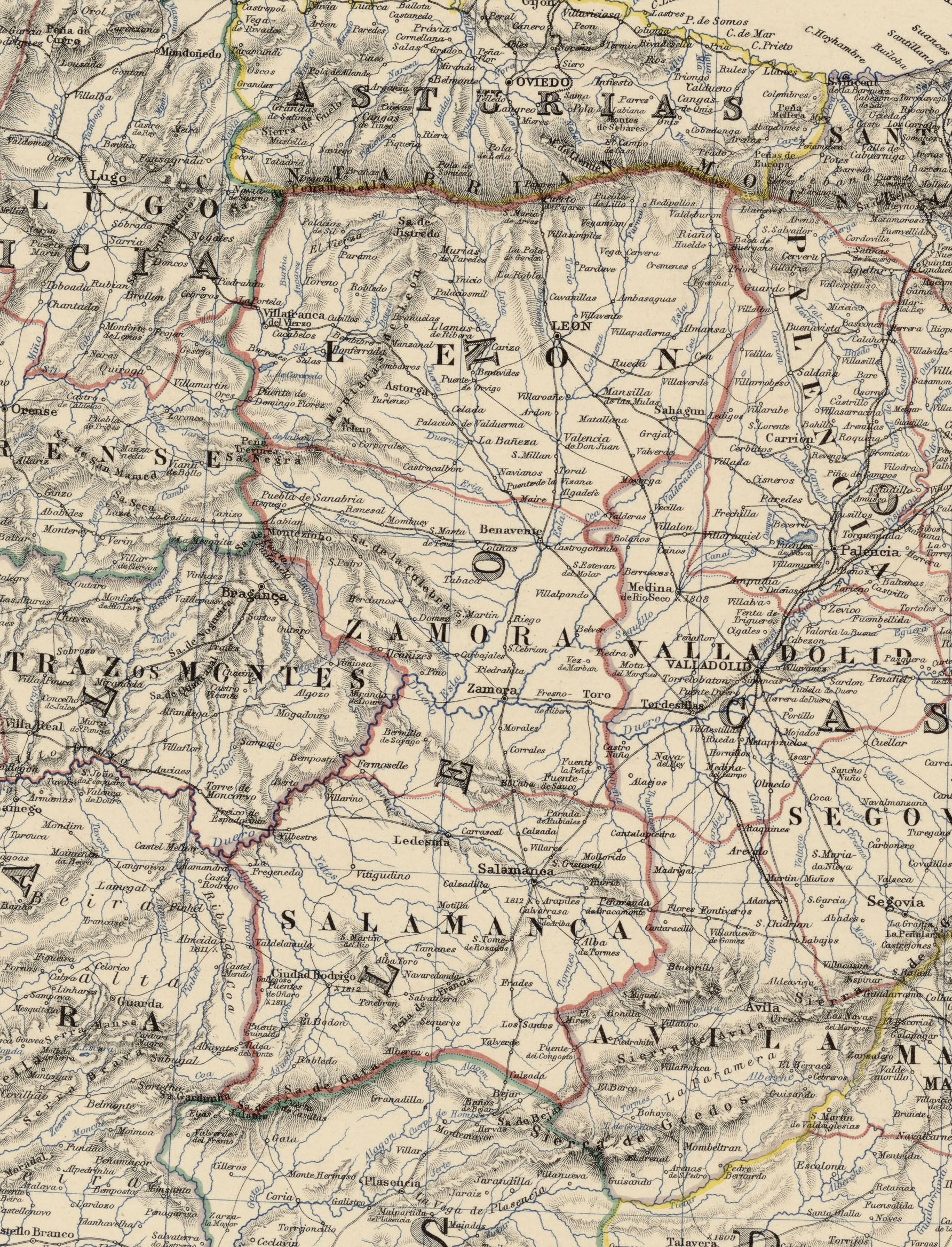
Detalle del mapa Spain & Portugal, realizado en 1864 por Keith Johnston, en el que aparecen Frades de la Sierra y Los Santos

Algunos yacimientos arqueológicos encontrados en la comarca atestiguan la presencia de pobladores ya en el Neolítico, así como en el período de dominación de la Península por parte del Imperio Romano.
En todo caso, la fundación de la mayoría de las actuales localidades se remonta a las repoblaciones efectuadas por los reyes leoneses en la Edad Media, habiendo quedado en el siglo XII la comarca dividida entre los cuartos de Corvacera, Monleón y Salvatierra, si bien quedando integradas la mayor parte de la comarca en el de Monleón, dentro de la jurisdicción de Salamanca y del Reino de León.
Posteriormente, Monleón fue nombrada villa en el año 1199 por el rey Alfonso IX de León, que la convirtió así en cabeza de un concejo propio del que pasaron a depender varias de las localidades más cercanas, naciendo así el Alfoz de Monleón. Asimismo, este mismo monarca habría donado la localidad de Los Santos a la Orden del Temple, cuya presencia se atestigua en algunos símbolos de la iglesia de esta localidad.
Ya en la Edad Contemporánea, con la creación de las actuales provincias en 1833, la comarca quedó encuadrada íntegramente en la provincia de Salamanca, dentro de la Región Leonesa.
Precisamente en el siglo XIX, concretamente en 1870, nació en esta comarca el insigne José María Gabriel y Galán, poeta en español y leonés, cuya casa natal aún se conserva en Frades de la Sierra.
Finalmente, en el siglo XX, tras la Guerra Civil, en marzo de 1946 la localidad de Los Santos fue escenario de una acción del maquis, que según algunas versiones pretendía vengar el asesinato de catorce personas en septiembre de 1936, entrando en la localidad y acabando con la vida del alcalde, el teniente-alcalde y el jefe local de Falange, mientras que otras versiones señalan que lo que buscaban era obtener dinero del alcalde, que habría sido asesinado al negarse a dar "ni un duro".